# 澳洲無鰭蛇鰻
澳洲無鰭蛇鰻為輻鰭魚綱鰻鱺目糯鰻亞目蛇鰻科的其中一種，分布於太平洋區，包括澳洲、皮特凱恩群島、法屬波里尼西亞、復活節島等海域，棲息深度12-100公尺，體長可達40公分，棲息在沙石底質海域，屬肉食性。

## 擴展閱讀
維基物種上的相關：澳洲無鰭蛇鰻